# Albert Ventura
Albert Ventura Pedreño (Badalona; 7 de abril de 1992) es un jugador de baloncesto español. Con 1,91 de estatura, su puesto natural en la cancha es el de escolta. Actualmente juega en el Club Baloncesto Breogán de ACB.

## Historia
Albert Ventura Pedreño, empezó jugando en el colegio AE Minguella. En un partido contra el Joventut, el equipo verdinegro se fijó en él y le fichó para sus categorías inferiores.  

#### Club Joventut Badalona (2010-2023)
Después de toda una vida en las categorías inferiores del club verdinegro, Albert empieza su etapa previa al primer equipo jugando durante dos temporadas en el Club Bàsquet Prat, el equipo vinculado del Joventut que competía en LEB Plata.  
Esa primera temporada con el CB Prat ya va convocado varios partidos con el primer equipo hasta que el 27 de marzo de 2011 se produce el debut de 'Ventu' en ACB, en casa con victoria contra el Lucentum Alicante. En su segunda temporada en el CB Prat acaban terceros en LEB Plata y juegan la final del play-off de ascenso a LEB Oro. Esa temporada jugó 4 partidos en ACB con el Joventut. 
La temporada 2012-13 sube definitivamente al primer equipo del conjunto badalonés después de cuajar dos buenos años en LEB Plata siendo un jugador clave en el club pratense. 
Sus primeros años en el Joventut en ACB fueron complicados y de adaptación ya que el club pasaba por la crisis más importante de su historia aunque no tardaría en ser un jugador referencia en el aspecto defensivo y de liderazgo en la pista. 
La temporada 2014-15, con Salva Maldonado en la banqueta, disputaría sus primeros play-offs por el título cuajando una gran temporada. 
La 2017-18 sería la más complicada de su carrera por la situación límite que vivió el club, a punto de desaparecer, y en el que se encontraron últimos en la clasificación a falta de 10 jornadas. Albert fue una de las piezas más importantes para levantar esa situación y acabar salvándose con una racha final increíble.  
A fecha de septiembre de 2018, Albert había disputado en el Joventut 200 partidos, promediando 4,3 puntos, 2 rebotes y 1,3 asistencias por partido. 
El 25 de febrero de 2019 debuta con la selección española absoluta con victoria frente a Turquía (74-58) en el último partido de clasificación de las ventanas FIBA para el Mundial de China 2019, donde quedaron primeros de grupo. 
En la temporada 2020-21 se convierte en el tercer jugador con más partidos en la historia del club y tercero con más minutos en Liga ACB con el Joventut, solo superado por Rafael Jofresa y Jordi Villacampa. Esa misma temporada vive su mejor año como verdinegro con promedios de 6,1 puntos, 2,7 rebotes, 1,1 asistencia para 7,2 créditos de valoración por partido. Además fue el mejor triplista de la ACB 2020-21 con un 47,9% (45/94).
Tras toda una vida en la Penya en el que fue una pieza fundamental en los momentos más difíciles de la historia del club, el eterno capitán pone fin a su etapa en el Joventut de Badalona en junio de 2023 después de 13 temporadas, 369 partidos en ACB, 59 partidos en Eurocup y 5 participaciones en Copas del Rey.

#### Club Baloncesto Breogán (2023-2024)
El 25 de julio de 2023, firma por el Club Baloncesto Breogán de la Liga ACB y Basketball Champions League. Con el conjunto lucense juega 11 partidos de liga y 6 de BCL. Tras la eliminación del equipo en competición europea queda desvinculado del club.

#### Lucentum Alicante (2024)
Tras diez temporadas en la ACB, el 27 de marzo de 2024 ficha por el HLA Alicante de la LEB Oro, la segunda categoría del baloncesto español, para ayudarles de cara a los play-off de ascenso a ACB.

#### CB Prat (2024)
En septiembre de 2024 ficha por el CB Prat de Segunda FEB, club al que vuelve después de su etapa de vinculado del Joventut en 2010-2012. Albert cuaja grandes actuaciones en los partidos disputados en Liga, Copa España y Liga Catalana LEB. 

#### Bàsquet Girona (2024)
El gran inicio de curso (24-25) con los potablava en Segunda FEB hace que fiche por Bàsquet Girona de ACB en la 4.ª jornada como refuerzo temporal hasta la décima jornada, que finaliza el contrato. Con el conjunto gerundense juega 3 partidos y queda liberado en diciembre.

#### Caledonia Gladiators (2025)
En febrero de 2025 se incorpora a los Caledonia Gladiators escoceses de la BBL británica donde acaba promediando 6,6 puntos, 3 rebotes y 3,3 asistencias en 14 partidos con el conjunto británico.

## Trayectoria
- Categorías inferiores del AD Minguella
- Categorías inferiores del Club Joventut Badalona
- Club Bàsquet Prat (2010-2012)
- Club Joventut Badalona (2010-2023)
- Club Baloncesto Breogán (2023-2024)
- HLA Alicante (2024)
- Club Bàsquet Prat (2024)
- Bàsquet Girona (2024)
- Club Baloncesto Breogán (2025)